# Geismar (Fritzlar)

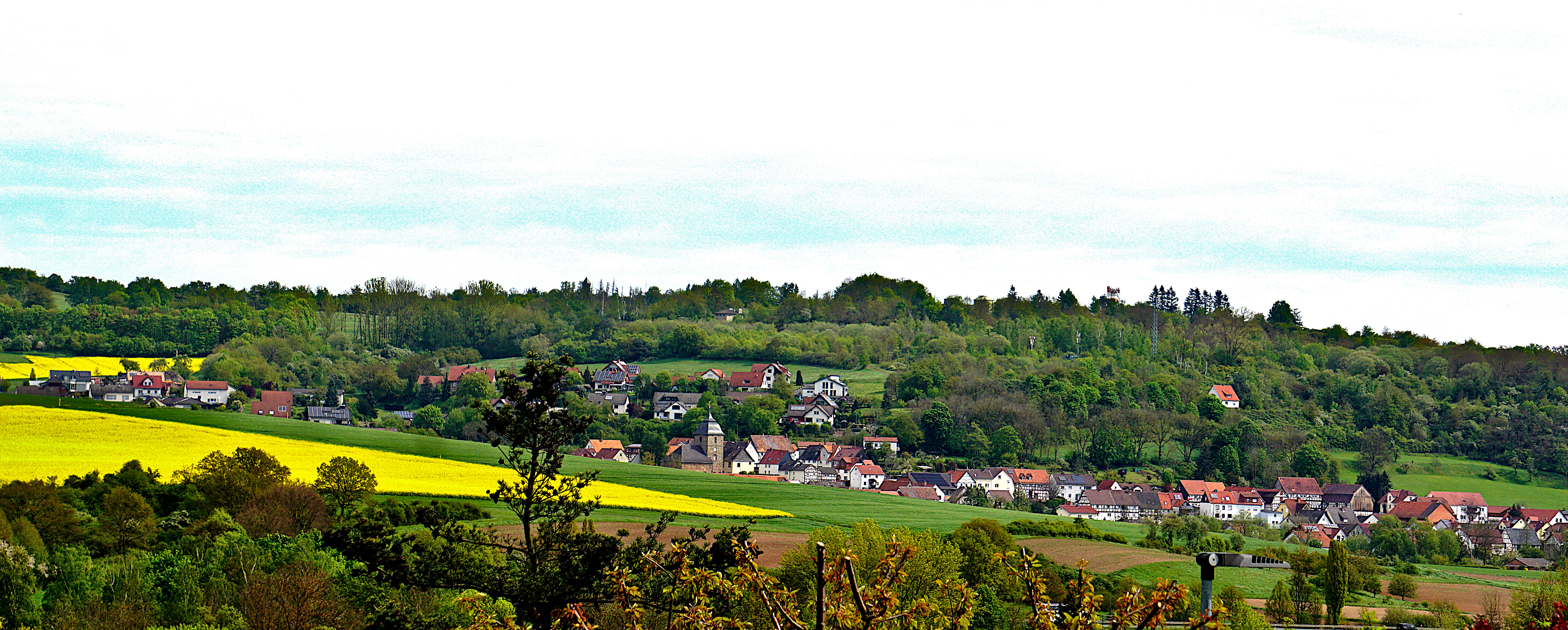
Geismar von Ungedanken aus gesehen

Geismar ist ein Dorf im nordhessischen Schwalm-Eder-Kreis, am Rand des Edertals an der hessischen Elbe. Der Ort ist ein Stadtteil der Stadt Fritzlar und ist von der Kernstadt durch den Berg Eckerich getrennt.

## Geschichte

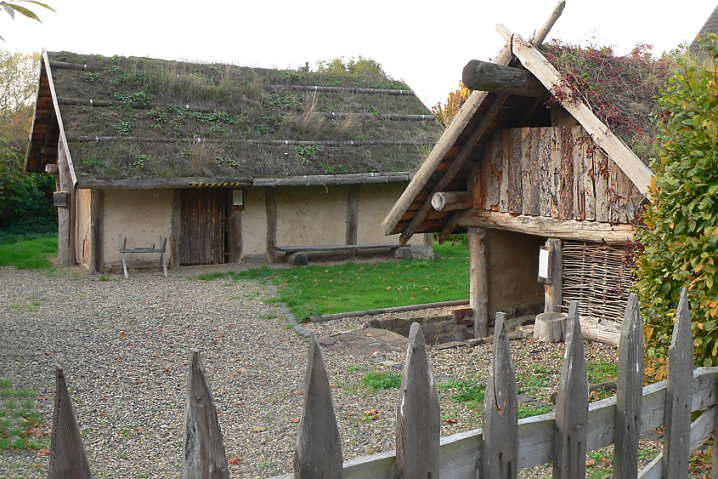
Rekonstruiertes chattisches Dorf „Alt-Geismar“

### Wüstung Geismar
In den 1970er Jahren wurde durch eine von der DFG geförderte und vom Landesamt für Denkmalpflege Hessen (Außenstelle Marburg) durchgeführte umfangreiche Ausgrabung etwa 550 m südsüdwestlich des heutigen Dorfkerns nahe dem Ostfuß des Biening eine dörfliche Siedlung von etwa neun Hektar Größe freigelegt, die Wüstung Geismar (⊙). Die einstige Siedlung wurde vermutlich schon um 200 v. Chr. angelegt und war bis um die erste Jahrtausendwende n. Chr. in mehreren Phasen bewohnt. Damit war ein archäologischer Nachweis für die Sesshaftigkeit der Chatten in der Völkerwanderungszeit gegeben.
1998 wurde in der Ortschaft Geismar nahe dem Westfuß des Eckerich der Nachbau einiger Häuser dieses Chattendorfs als Freilichtmuseum „Alt Geismar“ oder „Alt-Geismar“ (⊙) fertiggestellt.

### Donareiche

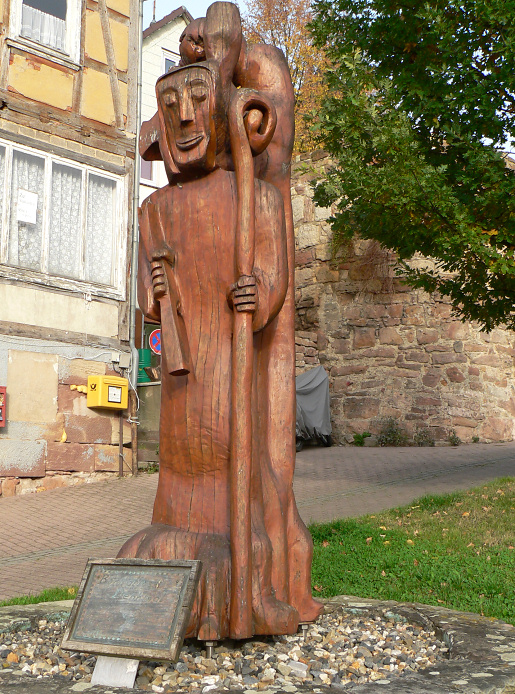
Hölzernes Bonifatiusdenkmal im Dorf

Die älteste bekannte schriftliche Erwähnung des Orts erfolgte unter dem Namen Gaesmare im Jahr 723, als Bonifatius in der Nähe die Donareiche, das Heiligtum der Chatten, fällen ließ. Manchen Interpretationen zufolge stand die Eiche auf dem Johanniskirchenkopf, nach vorherrschender Meinung jedoch auf dem heutigen Domplatz in Fritzlar, etwa 1,5 km vom alten Geismar entfernt.

### Mittelalter und Neuzeit
Im Mittelalter gehörte das Dorf zur Grafschaft Maden und dann zur Landgrafschaft Hessen und lag unmittelbar im Grenzbereich zum mainzischen Fritzlar einerseits und zur Grafschaft Waldeck andererseits. Nach Geismar nannte sich ein von dort stammendes Geschlecht von Ministerialen der Grafen von Waldeck und der hessischen Landgrafen; es führte einen aufrechten Hirsch im Wappen.
Im Mittelalter wüst gefallene Siedlungen in der Gemarkung von Geismar waren Helnhausen, Niederndorf und Oberndorf.
Am 13. August 1525 hielt der aus Fritzlar verwiesene Pfarrer und Reformator Johann Hefentreger, der ab 1526 die leitende Rolle bei der Einführung der Reformation in der benachbarten Grafschaft Waldeck spielte, in der Kirche von Geismar seine Abschiedspredigt für seine Fritzlarer Anhänger.
Zum 31. Dezember 1971 wurde die bis dahin selbständige Gemeinde Geismar im Zuge der Gebietsreform in Hessen auf freiwilliger Basis in die Stadt Fritzlar eingemeindet. Für Geismar wurde, wie für die übrigen Stadtteile, ein Ortsbezirk mit Ortsbeirat und Ortsvorsteher nach der Hessischen Gemeindeordnung eingerichtet.
Im Jahre 2023 feierte Geismar sein 1300-jähriges Bestehen. Eine 1300-Jahr-Feier wurde vom 8. bis zum 11. Juni 2023 veranstaltet.

## Bevölkerung
Einwohnerstruktur 2011
Nach den Erhebungen des Zensus 2011 lebten am Stichtag, dem 9. Mai 2011, in Geismar 945 Einwohner. Darunter waren 15 (1,6 %) Ausländer.
Nach dem Lebensalter waren 147 Einwohner unter 18 Jahren, 384 zwischen 18 und 49, 219 zwischen 50 und 64 und 165 Einwohner waren älter.
Die Einwohner lebten in 399 Haushalten. Davon waren 96 Singlehaushalte, 129 Paare ohne Kinder und 132 Paare mit Kindern, sowie 36 Alleinerziehende und 6 Wohngemeinschaften. In 84 Haushalten lebten ausschließlich Senioren und in 261 Haushaltungen lebten keine Senioren.
Einwohnerentwicklung
| Quelle: Historisches Ortslexikon |                                                              |
| • 1575/85:                       | 38 Hausgesesse                                               |
| • 1639:                          | 20 verheiratete, 12 verwitwete Hausgesesse, 6 Paar Beiwohner |
| • 1682:                          | 46 Hausgesesse                                               |
| • 1735:                          | 79 Mannschaften                                              |
| • 1742:                          | 81 1⁄2 Häuser                                                |
| • 1747:                          | 87 Mannschaften                                              |

| Geismar: Einwohnerzahlen von 1834 bis 2020 | Geismar: Einwohnerzahlen von 1834 bis 2020 | Geismar: Einwohnerzahlen von 1834 bis 2020 | Geismar: Einwohnerzahlen von 1834 bis 2020 | Geismar: Einwohnerzahlen von 1834 bis 2020 |
| --- | ------------------------------------------ | ------------------------------------------ | ------------------------------------------ | ------------------------------------------ |
| Jahr |                                            |                                            |                                            | Einwohner                                  |
| 1834 | 1834                                       |                                            | 801                                        | 801                                        |
| 1840 | 1840                                       |                                            | 822                                        | 822                                        |
| 1846 | 1846                                       |                                            | 814                                        | 814                                        |
| 1852 | 1852                                       |                                            | 800                                        | 800                                        |
| 1858 | 1858                                       |                                            | 721                                        | 721                                        |
| 1864 | 1864                                       |                                            | 721                                        | 721                                        |
| 1871 | 1871                                       |                                            | 676                                        | 676                                        |
| 1875 | 1875                                       |                                            | 637                                        | 637                                        |
| 1885 | 1885                                       |                                            | 689                                        | 689                                        |
| 1895 | 1895                                       |                                            | 662                                        | 662                                        |
| 1905 | 1905                                       |                                            | 624                                        | 624                                        |
| 1910 | 1910                                       |                                            | 644                                        | 644                                        |
| 1925 | 1925                                       |                                            | 669                                        | 669                                        |
| 1939 | 1939                                       |                                            | 683                                        | 683                                        |
| 1946 | 1946                                       |                                            | 1.068                                      | 1.068                                      |
| 1950 | 1950                                       |                                            | 1.052                                      | 1.052                                      |
| 1956 | 1956                                       |                                            | 941                                        | 941                                        |
| 1961 | 1961                                       |                                            | 874                                        | 874                                        |
| 1967 | 1967                                       |                                            | 921                                        | 921                                        |
| 1980 | 1980                                       |                                            | ?                                          | ?                                          |
| 1990 | 1990                                       |                                            | ?                                          | ?                                          |
| 2000 | 2000                                       |                                            | ?                                          | ?                                          |
| 2011 | 2011                                       |                                            | 945                                        | 945                                        |
| 2015 | 2015                                       |                                            | 960                                        | 960                                        |
| 2020 | 2020                                       |                                            | 969                                        | 969                                        |
| Datenquelle: Historisches Gemeindeverzeichnis für Hessen: Die Bevölkerung der Gemeinden 1834 bis 1967. Wiesbaden: Hessisches Statistisches Landesamt, 1968. Weitere Quellen: LAGIS; Stadt Fritzlar; Zensus 2011 |                                            |                                            |                                            |                                            |

Historische Religionszugehörigkeit
| Quelle: Historisches Ortslexikon |                                                                                   |
| • 1861:                          | 713 evangelisch-reformierte, zwei evangelisch-lutherische, zwei unierte Einwohner |
| • 1885:                          | 687 evangelische (= 99,72 %), zwei jüdische (= 0,29 %) Einwohner                  |
| • 1961:                          | 818 evangelische (= 93,59 %), 52 katholische (= 5,95 %) Einwohner                 |

Historische Erwerbstätigkeit
| • 1961 | Erwerbspersonen: 180 Land- und Forstwirtschaft, 170 Produzierendes Gewerbe, 37 Handel und Verkehr, 48 Dienstleistungen und Sonstiges |

## Politik
Der Ortsbeirat besteht aus sieben Mitgliedern. Bei den Kommunalwahlen in Hessen 2021 betrug die Wahlbeteiligung zum Ortsbeirat Geismar 66,17 %. Dabei wurden gewählt: ein Mitglied der SPD, zwei Mitglieder der CDU und vier Mitglieder der Liste „Wir sind Geismar“ an. Der Ortsbeirat wählte Michael Bräutigam zum Ortsvorsteher.

## Kultur und Sehenswürdigkeiten

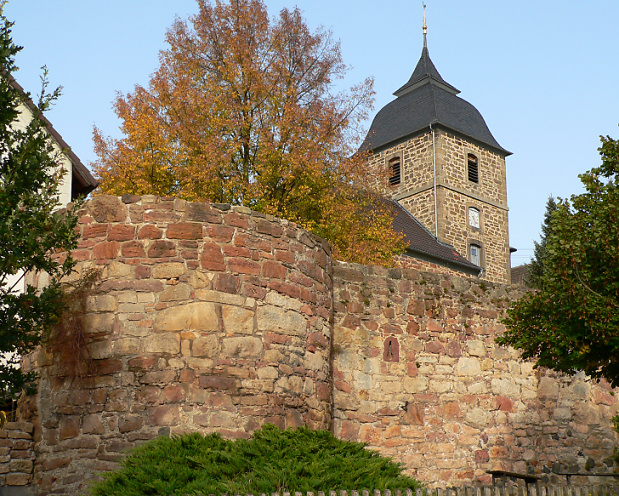
Kirche mit Außenmauern der früheren Wehrkirche

- Evangelische Dorfkirche (erbaut 1743–1744): schlichte barocke Saalkirche, Nachfolgebau einer Wehrkirche
- Bonifatiusdenkmal
- „Alt-Geismar“, Nachbau eines chattischen Dorfs, basierend auf in der Nähe getätigten Ausgrabungen. Hier finden jährlich das örtliche Weinfest und der Weihnachtsmarkt statt.
- Mineralquelle „Sauerbrunnen“ („Donarquelle“),[12] nordwestlich von Geismar an der Straße nach Züschen
- Auf dem nahen Johanneskirchenkopf sind noch die Grundmauern der Johanneskirche sichtbar